# Robert Kumpen
Robert Ghislain Julien Désiré Kumpen (Hasselt, 29 augustus 1950 - Stokrooie, 30 mei 2020) was een Belgisch ondernemer en sportbestuurder.

## Levensloop
Robert Kumpen was een zoon van Constant Kumpen, die in 1945 in Hasselt nv Kumpen oprichtte, actief in drainage en wegenbouw. Hij stond met zijn broer Paul Kumpen en neef Jan Kumpen aan de leiding van verschillende familiebedrijven, waaronder bouwbedrijf Kumpen, buisdoorpenseringspecialist K-Boringen en buizenfabriek Keramo, die allemaal werden verkocht.
Hij was tevens actief in de voetbalwereld, als medeoprichter van voetbalclub RC Hades in Kiewit en van 1993 tot 1995 als voorzitter van voetbalclub KRC Genk, en de kartingwereld. Hij was de vader van karter en autocoureur Sophie Kumpen en de grootvader van viervoudig Formule 1-wereldkampioen Max Verstappen.